# Dániel Gábor
Dániel Gábor (Székesfehérvár, 1968. január 20. –) magyar színész, opera- és operetténekes.

## Életpályája
Székesfehérváron született, 1968. január 20-án. 1986 és 1990 között a Semmelweis Orvostudományi Egyetem hallgatója volt. A Színház- és Filmművészeti Főiskola operett-musical szakán, Kazán István, Versényi Ida és Szinetár Miklós osztályában 1993-ban diplomázott. A Fővárosi Operettszínház szerződtette. 1999-től a Magyar Állami Operaházban, 2005-től a Budapesti Operettszínházban lép fel. Tenorista, bonviván szerepkörben opera- és operettgálák gyakori szereplője. Vendégfellépések: Svájc, Németország, Luxemburg, Japán stb.

## Fontosabb színházi szerepei
- John Kander-Fred Ebb-Joe Masteroff: Kabaré... Konferanszié
- William Shakespeare: II. Richard – Királyálom... szereplő
- Daniel Auber: Fra Diavolo... Lorenzo
- Richard Wagner: A bolygó hollandi... Kormányos
- Giacomo Puccini: Pillangókisasszony... Pinkerton
- Giacomo Puccini: Tosca... Cavaradossi
- Giacomo Puccini: Nyugat lánya... Johnson
- Giuseppe Verdi: Traviata... Alfréd
- Domenico Cimarosa: Titkos házasság... Paolino
- Friedrich von Flotow: Márta... Lyonel
- Jacques Offenbach: Szép Heléna... Páris
- Jacques Offenbach: Párizsi élet... Gardfeu
- Johann Strauss: A denevér... Alfréd
- Johann Strauss: Dr. Bőregér... Eisenstein, bécsi polgár
- Erkel Ferenc: Bánk bán... Ottó
- Erkel Ferenc: Hunyadi László... V. László
- Kacsóh Pongrác: János vitéz... János vitéz
- Kálmán Imre: Marica grófnő... Tasziló
- Kálmán Imre: Cirkuszhercegnő... Mister X.
- Kálmán Imre: Csárdáskirálynő... Edvin
- Kálmán Imre: A bajadér... Radjami, indiai herceg
- Lehár Ferenc: A víg özvegy... Camille de Rosillon; Danilo
- Lehár Ferenc: A mosoly országa... Szu-Csong herceg
- Lehár Ferenc: A cárevics... Cárevics
- Lehár Ferenc: Cigányszerelem... Gergely
- Lehár Ferenc: Luxemburg grófja... René, Luxemburg grófja
- Huszka Jenő: Mária főhadnagy... Draskóczy Ádám
- Baranyi Ferenc – Dubrovay László: Váltságdíj... Főnök

## Filmek, tv
- Zenés műsorok közreműködője, műsorvezetője
- Shakespeare: III. Richárd (színházi előadás tv-felvétele, 1992)